# Łukowa (Lublin)
Pour les articles homonymes, voir Łukowa.
Łukowa (prononciation : [wuˈkɔva]) est un village polonais de la gmina de Łukowa dans le powiat de Biłgoraj de la voïvodie de Lublin dans l'est de la Pologne.
Le village est le siège administratif (chef-lieu) de la gmina appelée gmina de Łukowa.
Il se situe à environ 23 kilomètres au sud-est de Biłgoraj (siège du powiat) et 100 kilomètres au sud de Lublin (capitale de la voïvodie).
Le village comptait approximativement une population de 2 604 habitants en 2008.

## Histoire
De 1975 à 1998, le village est attaché administrativement à la voïvodie de Zamość.

Depuis 1999, il fait partie de la voïvodie de Lublin.

## Galerie

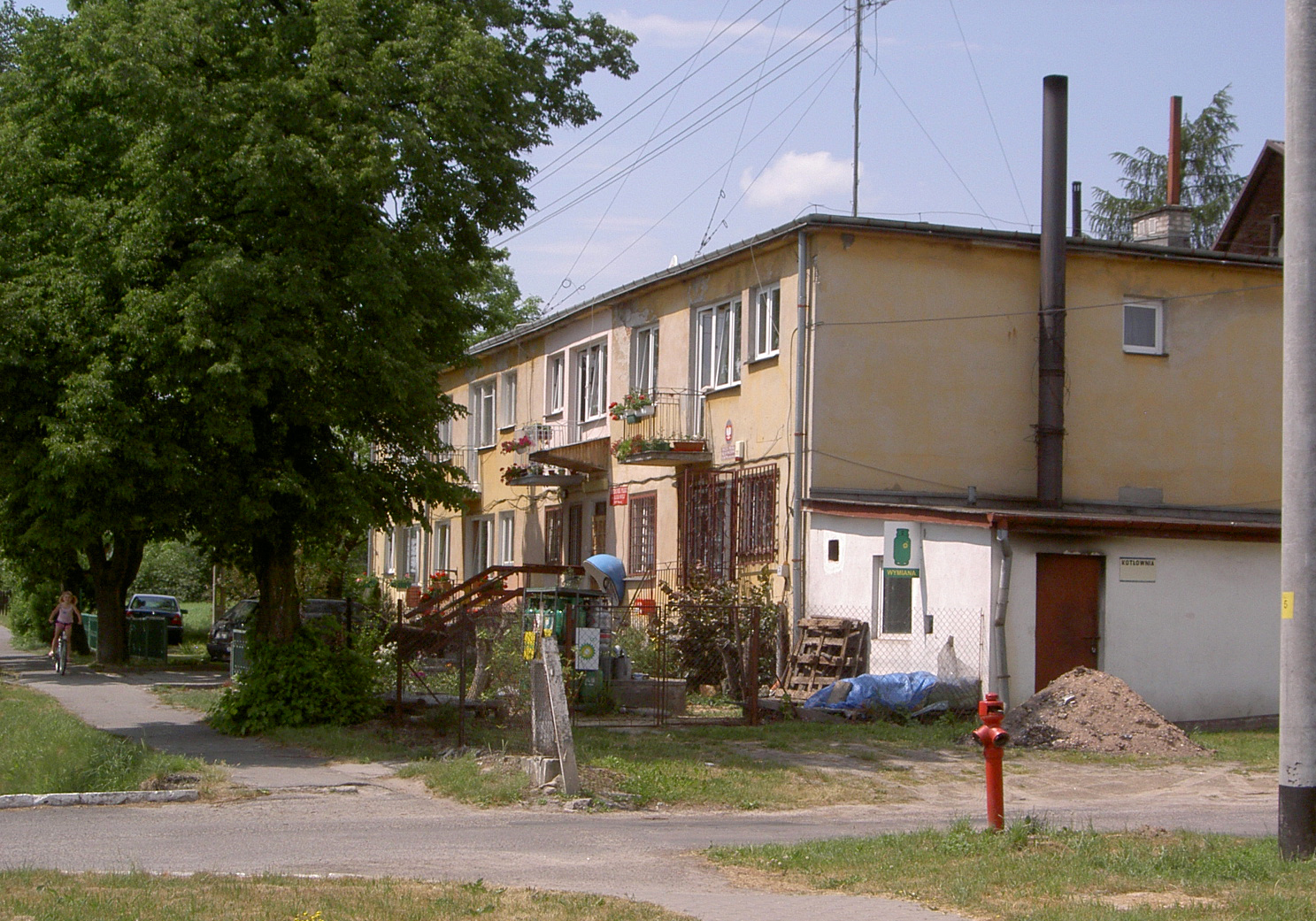
Immeuble
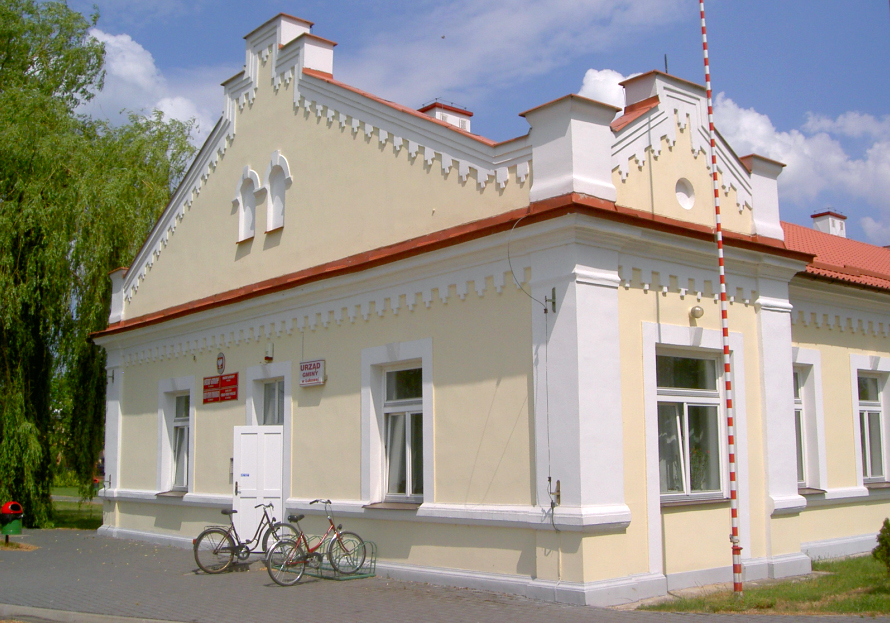
Bureau de la gmina
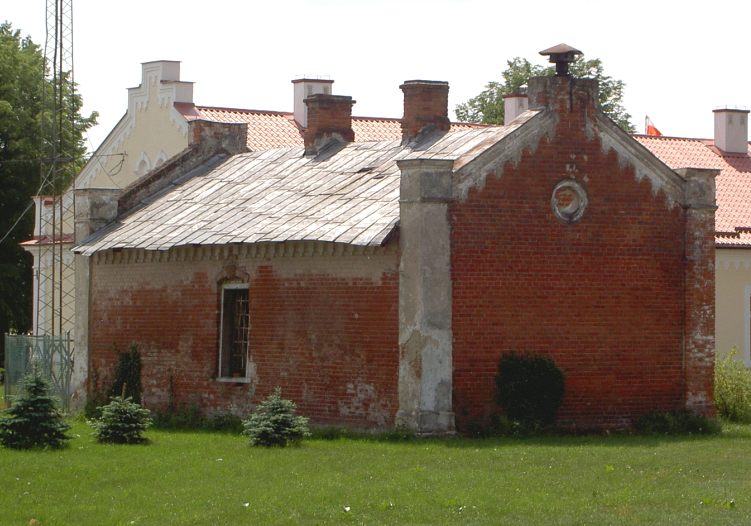
Ancien prison
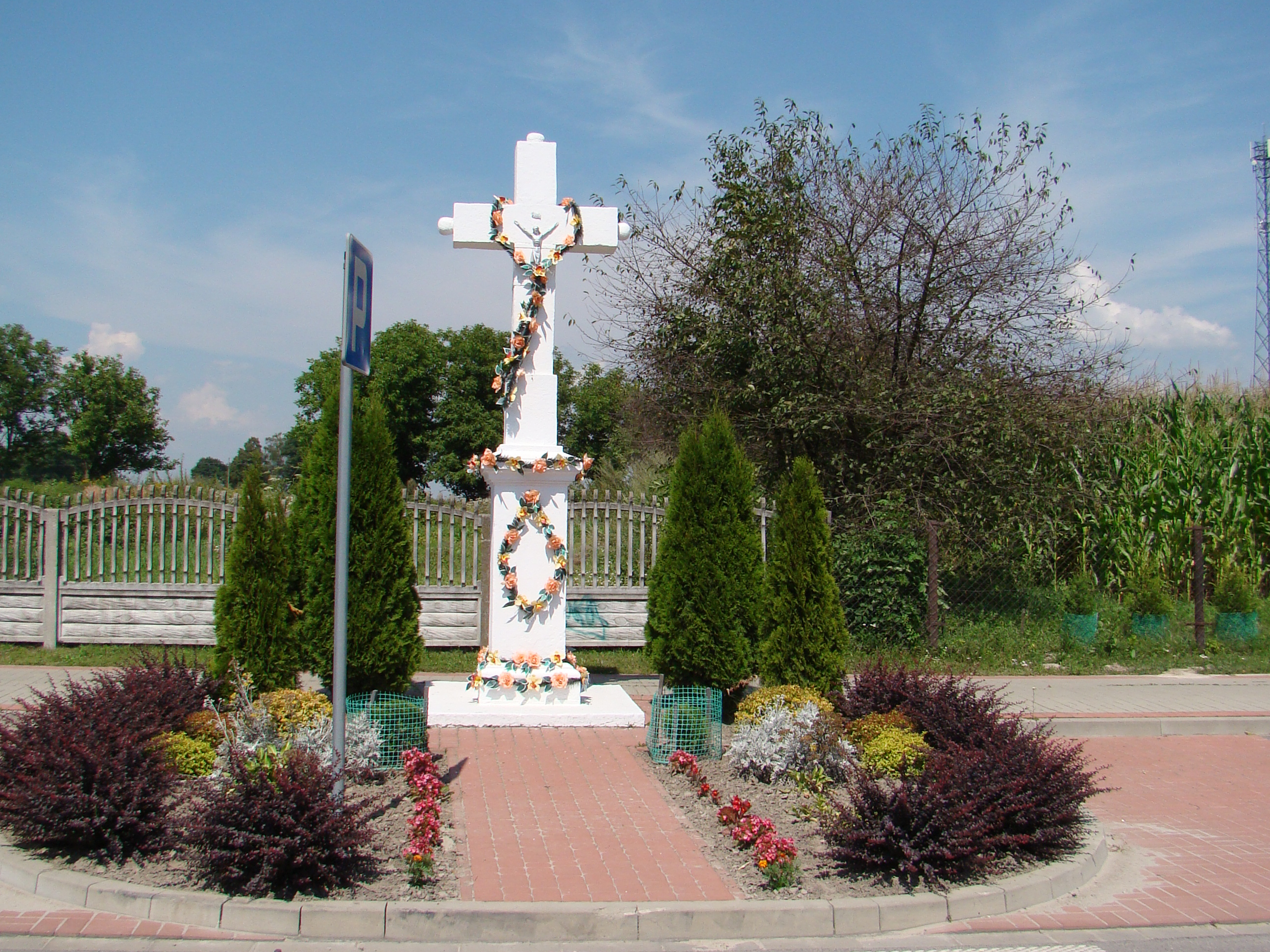
Croix